# День защитника Отечества
День защитника Отечества — праздник, отмечаемый ежегодно 23 февраля в Беларуси, Кыргызстане, России, Таджикистане, а также в частично признанных Абхазии, Южной Осетии и непризнанной Приднестровской Молдавской Республике (ПМР).
23 февраля (н. ст.) 1918 года было опубликовано воззвание СНК от 21 февраля «Социалистическое отечество в опасности!», а также «Воззвание Военного главнокомандующего» Н. В. Крыленко, которое заканчивалось словами:

<…> Все к оружию. Все на защиту революции! Поголовная мобилизация для рытья окопов и высылка окопных отрядов поручается советам с назначением ответственных комиссаров с неограниченными полномочиями для каждого отряда. Настоящий приказ рассылается в качестве инструкции во все советы по всем городам. 
Этот день был объявлен праздником в РСФСР 27 января 1922 года, когда Президиум ВЦИК РСФСР опубликовал постановление о четвёртой годовщине Красной армии, в котором говорилось: «В соответствии с постановлением IX Всероссийского съезда Советов о Красной армии Президиум ВЦИК обращает внимание исполкомов на наступающую годовщину создания Красной армии (23 февраля)».
С 1922 года в СССР эта дата ежегодно традиционно отмечалась как «День Красной армии», с 1946 года — «День Советской армии», с 1949 по 1992 годы — «День Советской армии и Военно-морского флота». В СССР 23 февраля являлся выходным днём для военнослужащих.
После распада Советского Союза праздник отмечается в России как «День защитника Отечества» и является днём воинской славы России, а также отмечается в ряде других стран постсоветского пространства.

## Возникновение праздника

### Январь — февраль 1918 года

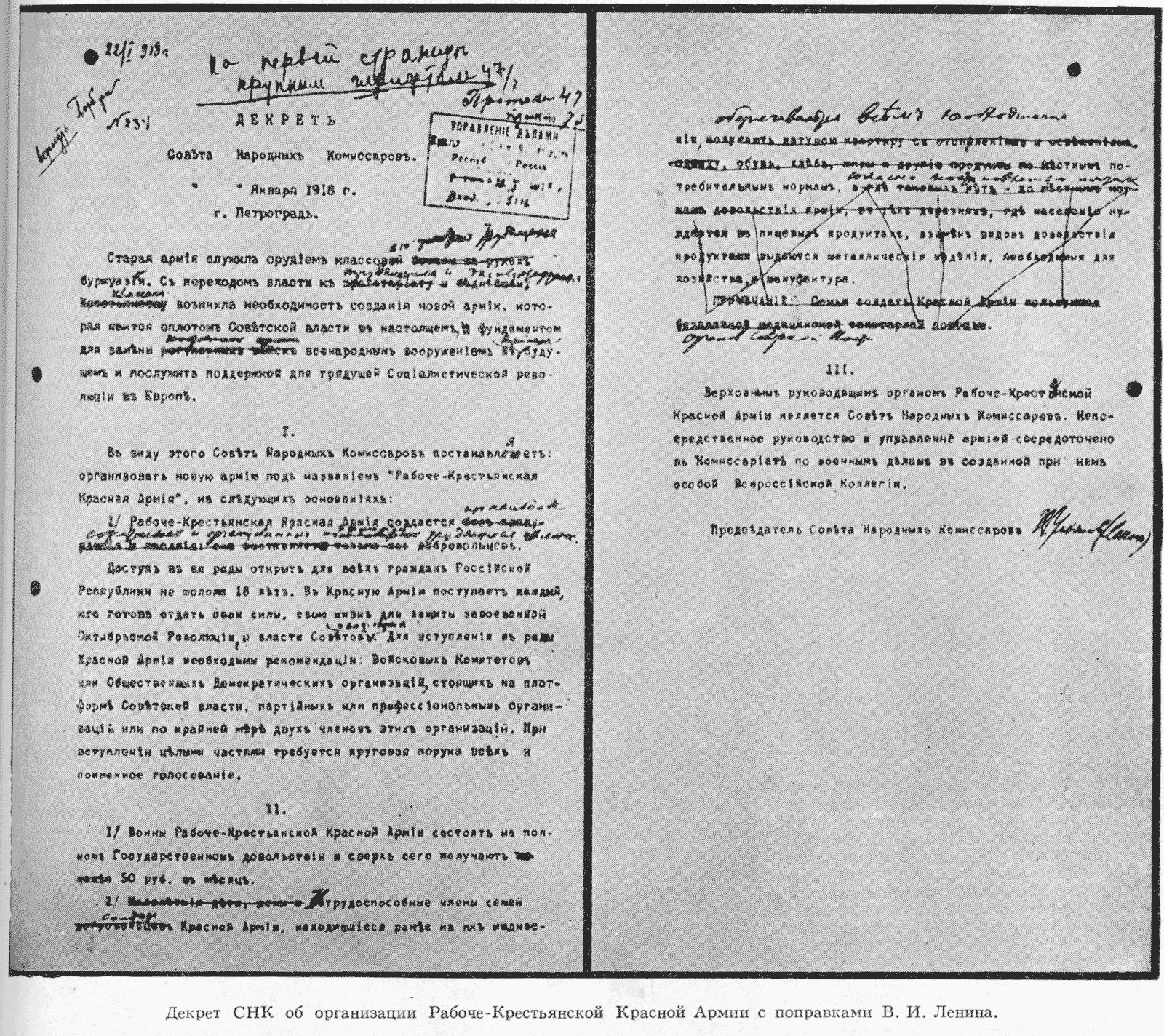
Декрет СНК о создании Рабоче-крестьянской Красной армии с поправками В. И. Ленина.

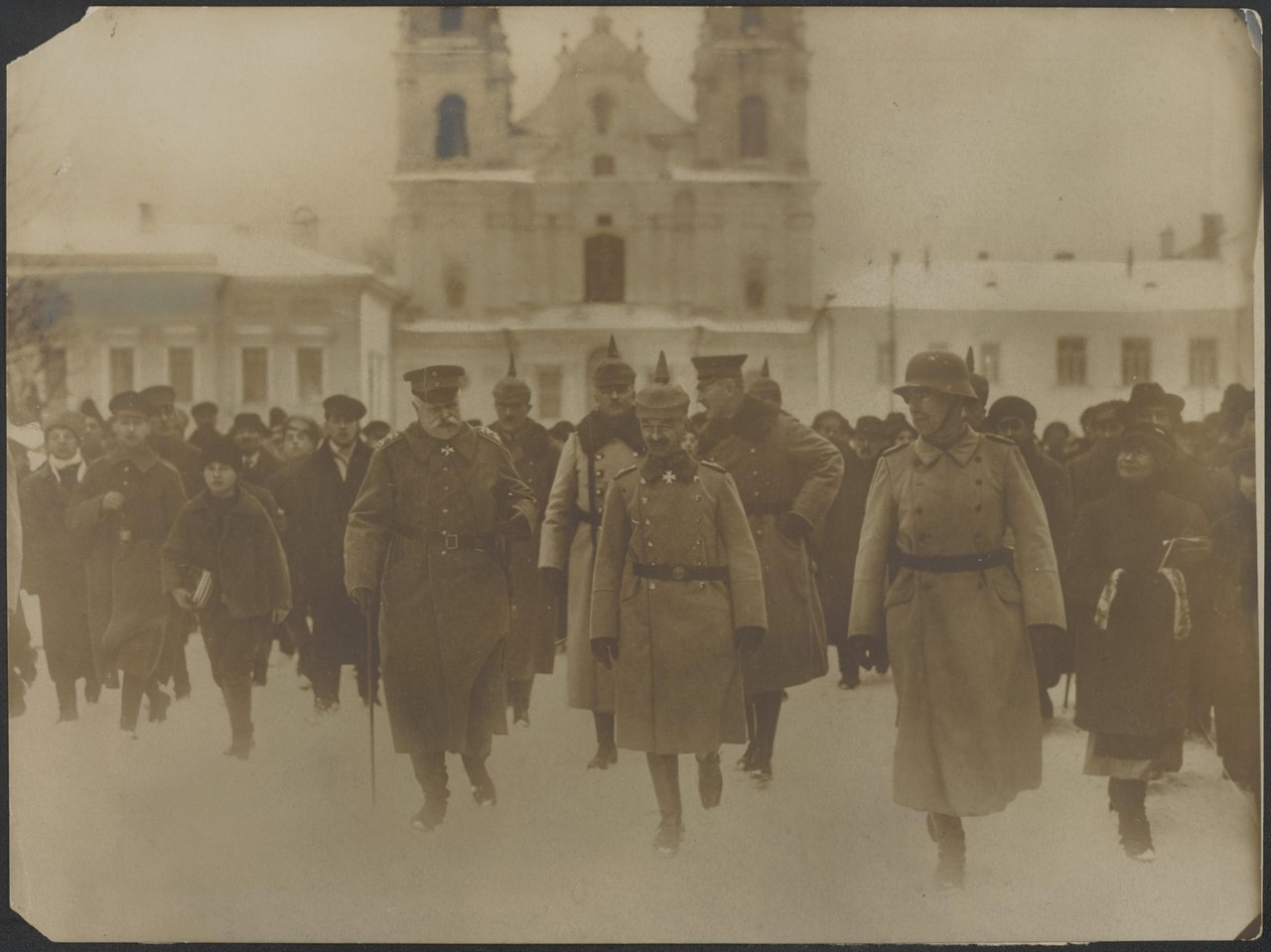
Генерал фон Эйхгорн в оккупированном Минске, февраль 1918 года

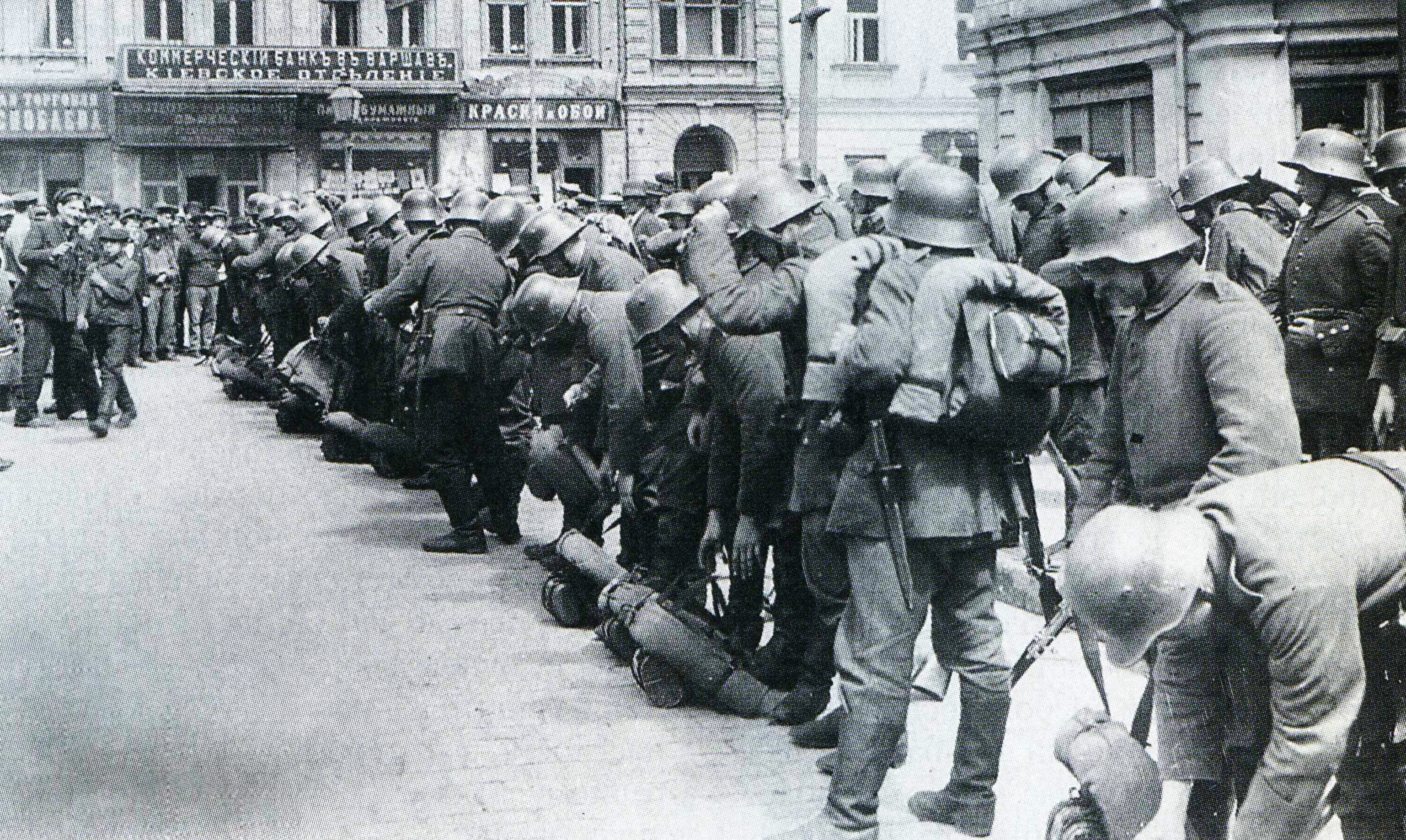
Войска Германской империи. Киев, март 1918 года

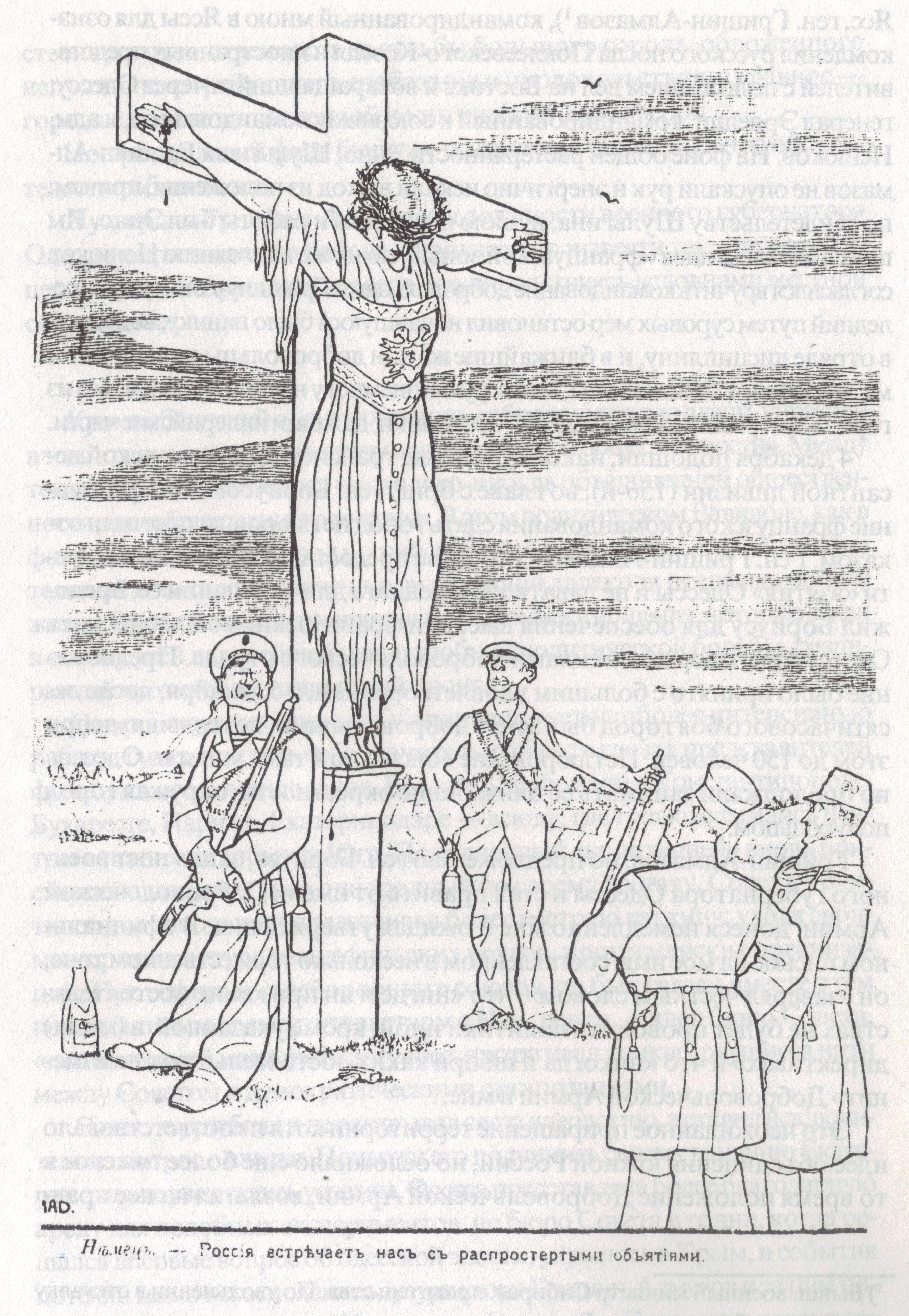
Немец: «Россия встречает нас с распростёртыми объятиями» (рисунок из одесского журнала, март или апрель 1918 года)

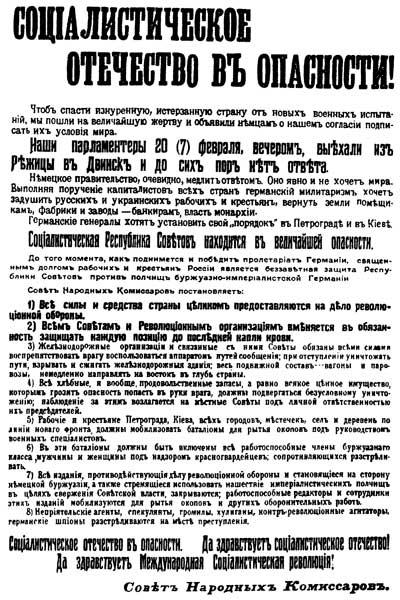
Листовка с декретом Совета народных комиссаров «Социалистическое отечество в опасности!», 21 февраля 1918 года

После Октябрьской революции и прихода к власти большевистского правительства во главе с В.И. Лениным, встал вопрос о выходе России из войны с Германией. Правительство РСФСР, провозглашенной 25 октября (7 ноября) 1917 года на II Всероссийском съезде советов, 15 декабря 1917 года подписало соглашение о временном прекращении войны с кайзеровской Германией и 22 декабря 1917 года начались советско-германские переговоры.
15 (28) января 1918 года Совет народных комиссаров Советской России издал Декрет о создании Рабоче-крестьянской Красной армии (опубликован 20 января (2 февраля) 1918 года в официальном печатном органе правительства большевиков). Подписали Декрет председатель Совнаркома Владимир Ульянов-Ленин, народные комиссары по военным и морским делам Павел Дыбенко и Николай Подвойский, народные комиссары Прош Прошьян, Владимир Затонский и Исаак Штейнберг, управляющий делами Совнаркома Владимир Бонч-Бруевич, а также секретарь Совнаркома Николай Горбунов. На фронте началась запись в новую армию солдат-добровольцев, из которых формировали красноармейские роты, постепенно сводившиеся в полки.
В ходе советско-германских переговоров в Бресте, целью которых было заключение сепаратного мира с Германией, глава советской делегации Л.Д. Троцкий 10 февраля 1918 года заявил немцам, что он не согласен с их условиями, предусматривавшими значительное отторжение советских территорий, и не подписал мирного договора, что стало причиной срыва переговоров и поводом для возобновления войны между Россией и Германией.
В 19 часов 30 минут 16 февраля 1918 года германское командование официально заявило оставшемуся советскому представителю в Брест-Литовске, что в 12 часов 18 февраля заканчивается перемирие между Россией и Германией и возобновляется состояние войны.
18 февраля германские и австро-венгерские войска начали наступление по всему Восточному фронту. Как отмечает эмигрировавший в США историк Юрий Фельштинский, относительно небольшие немецкие отряды продвигались, почти не встречая сопротивления: «Из-за царившей у большевиков паники и слухов о приближении мифических германских войск города и станции оставлялись без боя ещё до прибытия противника. Двинск, например, был взят немецким отрядом в 60—100 человек. В Режице германский отряд был столь малочислен, что не смог занять телеграф, который работал ещё целые сутки».
21 февраля был создан Комитет революционной обороны Петрограда во главе с Яковом Свердловым. Вечером 22 февраля в Петроград по вызову Владимира Ленина прибыл из Могилёва начальник штаба Верховного главнокомандующего, бывший генерал Михаил Бонч-Бруевич, фактически возглавивший оборону Советской России от внешнего врага. После совещания с Лениным и другими представителями власти Бонч-Бруевич приступил к работе в Смольном, где разместился в комнате по соседству с кабинетом Ленина.
Газеты тех дней сообщали, что когда немцы начали наступление, в Минске Совет народных комиссаров в Западной области начал организовывать отряды для защиты города. Однако, узнав о приближении врага, эта охрана тут же бросила свои посты и бросилась к вокзалам, занимая поезда приступом. Жители заперлись в домах, в городе исчезло электричество. В 12 часов ночи в город вступили немецкие войска. Люцин был взят следующим образом: в городок прибыло из Режицы всего 42 человека (немцев) в двух вагонах. Немцы были очень утомлены и прежде отправились в буфет, где сытно закусили. После чего ими был задержан эшелон солдат, готовых к отъезду. Немцы построили солдат в шеренгу на платформе, отобрали у них ружья и заявили: «Теперь вы свободны. Марш, куда хотите, только паровозов не получите».
Наступление на Ревель, Псков и Нарву вели войска 8-й германской армии, состоявшие из шести дивизий и ряда других частей. При наступлении на псковском направлении силы германской стороны составляли 5 полков. Немцы наступали небольшими летучими отрядами, которые, «не встречая сопротивления, продвигались на поездах, автомашинах и санях далеко впереди от медленно подтягивающихся главных сил». Скорость продвижения немцев доходила до 50 км в сутки. В ходе наступления немцы через три-четыре дня практически полностью заняли Эстонию, завершив оккупацию Прибалтики, Украину и Белоруссию. Затем одна часть вражеских войск со стороны Белоруссии подошла к Пскову, другая, действовавшая в Прибалтике - к Нарве, выйдя, таким образом, на прямой путь к столице страны Петрограду.
Однако благодаря ленинским воззваниям и призывам за неделю с 15 по 22 февраля в ряды Красной Армии вступило 25000 рабочих Петрограда. Уже 22 февраля 1918 года согласно сводке распоряжений оперативного отдела штаба Петроградского военного округа по организации отпора наступлению немецких войск, из Петрограда под Псков и Ревель было решено отправить два отряда по 1000 человек.
На подступах к Ревелю сдерживал натиск противника сводный отряд красногвардейцев и балтийских матросов под командованием бывшего штабс-капитана царской армии А.М. Пыльды. 23 февраля под Псковом 2-й красноармейский полк вместе с отрядом псковских красногвардейцев под командованием бывшего штабс-капитана царской армии А.И. Черепанова у реки Многа вступил в бой с немецким корпусом и вынудил противника отступить. Одновременно с ним, 4-й красноармейский полк В.И. Строганова держал оборону от немцев юго-восточнее Пскова.
Тем не менее в силу численного перевеса немцев, неопытности новосформированных частей и плохой организации тыла Псков и Ревель были заняты немцами 25 февраля 1918 года. Вскоре противником был занят Остров и ряд других населенных пунктов Псковской губернии. Вражеское наступление стало непосредственно угрожать Петрограду.
В сложившейся ситуации Советское правительство призвало всех трудящихся встать на столицы России. На фронт были мобилизованы все рабочие завода «Вулкан», «Сестрорецкий» оружейный завод мобилизовал 2000 своих рабочих, Балтийский завод и обувная фабрика «Скороход» постановили мобилизовать всех рабочих моложе 50 лет, половина рабочих Путиловского завода отправилась на фронт. За одну неделю, к началу марта, из Петрограда на фронт было отправлено 18000 человек. Около 20000 человек записалось в это время в Красную Армию в Москве.
Подобные действия дали свои плоды и 28 февраля 1918 года красноармейцы и партизаны заняли под Псковом станцию Торошино, а на следующий день, 1 марта - станцию Черняковцы, что остановило стремительное продвижение немцев и не позволило им выйти за городскую черту на петроградское направление.
Утром 23 февраля германский курьер доставил Совнаркому ультиматум; на размышление было отведено 48 часов, причём бо́льшая часть времени ушла на доставку ультиматума. На заседании ЦК РСДРП(б) Ленин, несмотря на сильное сопротивление, склонил членов ЦК принять ультиматум. Ленин потребовал заключения мира на германских условиях, пригрозив в противном случае подать в отставку. Ленин считал, что главное — «ценой любых потерь сохранить островок уже существующей пролетарской власти». В ночь на 24 февраля он был принят. Однако наступление немецких войск продолжалось до подписания мирного договора 3 марта.
В статье «Тяжёлый, но необходимый урок», опубликованной в «Правде» 25 февраля 1918 года, В. И. Ленин так характеризовал ситуацию тех дней:

Неделя 18-24 февраля 1918 года, от взятия Двинска до взятия (отбитого потом назад) Пскова, неделя военного наступления империалистской Германии на Советскую социалистическую республику, явилась горьким, обидным, тяжелым, но необходимым, полезным, благодетельным уроком. (...) С другой стороны, мучительно-позорные сообщения об отказе полков сохранять позиции, об отказе защищать даже нарвскую линию, о неисполнении приказа уничтожать все и вся при отступлении; не говорим уже о бегстве, хаосе, безрукости, беспомощности, разгильдяйстве.
23 февраля 1918 года было опубликовано воззвание СНК от 21 февраля «Социалистическое отечество в опасности!», а также «Воззвание военного главнокомандующего» Николая Крыленко, которое заканчивалось словами: «<…> Все к оружию. Все на защиту революции. Поголовная мобилизация для рытья окопов и высылка окопных отрядов поручается советам с назначением ответственных комиссаров с неограниченными полномочиями для каждого отряда. Настоящий приказ рассылается в качестве инструкции во все советы по всем городам». 23 февраля председатель СНК Ленин опубликовал в «Правде» статью «Мир или война», в которой настаивал на необходимости немедленного заключения мира; в конце статьи он призвал:

… готовить революционную армию не фразами и возгласами (как готовили её те, кто с 7 января не сделал ничего для того даже, чтобы попытаться остановить бегущие наши войска), а организационной работой, делом, созданием серьёзной, всенародной, могучей армии.

Положение большевиков осложнялось ещё и тем, что часть оппозиционно настроенной интеллигенции приветствовала наступление немцев. Вот как это описывает Иван Бунин: «В газетах — о начавшемся наступлении немцев. Все говорят: „Ах, если бы!“… Вчера были у Б. Собралось порядочно народу — и все в один голос: немцы, слава Богу, продвигаются, взяли Смоленск и Бологое… Слухи о каких-то польских легионах, которые тоже будто бы идут спасать нас… Немцы будто бы не идут, как обычно идут на войне, сражаясь, завоёвывая, а „просто едут по железной дороге“ — занимать Петербург… После вчерашних вечерних известий, что Петербург уже взят немцами, газеты очень разочаровали…» 19 февраля Михаил Пришвин записал в дневнике о разговорах на Невском проспекте: «Сегодня о немцах говорят, что в Петроград немцы придут скоро, недели через две. Попик, не скрывая, радостно говорит: Ещё до весны кончится. Ему отвечают: Конечно, до весны нужно: а то и землю не обсеменят, последнее зерно выбирают. Слабо возражают: Думаете, немцы зерно себе не возьмут? Отвечают убеждённо: Возьмут барыши, нас устроят, нам хорошо будет и себе заработают, это ничего».
Советский историк Ю. Кораблёв пишет, что 23 февраля в крупных городах прошли массовые митинги, в этот день началась массовая запись добровольцев в Красную армию, а 25 февраля на фронт отправились первые красноармейские отряды. Согласно другой версии, призывные пункты открылись только 25 февраля, когда и была сделана реальная попытка начать массовую запись в Красную армию ввиду продолжавшегося наступления немцев и возникшей угрозы Петрограду.
После 23 февраля красные отряды начали оказывать сопротивление германским войскам. В городе Валке наступавшие немецкие части вступили в бой с отрядом латышских стрелков. Газета «Правда» от 24 февраля указывала: «В Валке идёт бой немецких ударников с отрядом латышей в 300 человек». Велись бои под Псковом, под Ревелем, в районе Гдова.
26 февраля Совет народных комиссаров РСФСР принял решение о переводе всех органов власти в Москву.
3 марта 1918 года был подписан Брестский мир целиком на германских условиях.
Патриарх Московский и всея России Тихон в своём послании 5 (18) марта 1918 года высказался с резким осуждением Брестского мира: «Заключённый ныне мир, по которому отторгаются от нас целые области, населённые православным народом, и отдаются на волю чуждого по вере врага, а десятки миллионов православных людей попадают в условия великого духовного соблазна для их веры, … мир, отдающий наш народ и русскую землю в тяжкую кабалу, — такой мир не даст народу желанного отдыха и успокоения. Церкви же Православной принесёт великий урон и горе, а Отечеству неисчислимые потери».

### Учреждение праздника

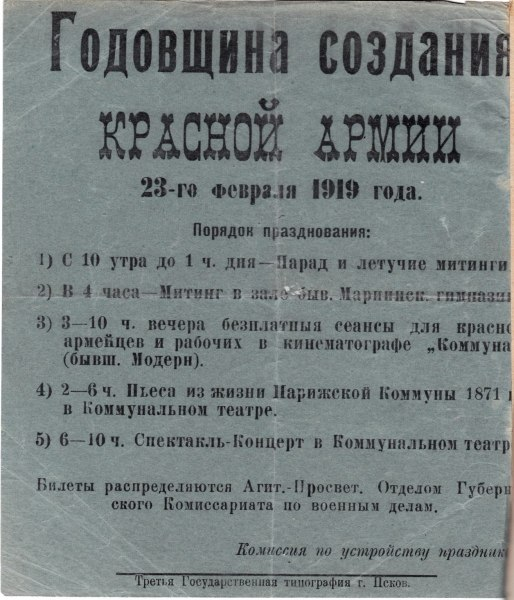
Афиша мероприятий празднования годовщины Красной армии в Пскове, 23 февраля 1919 года

10 января 1919 года Председатель Высшей военной инспекции РККА Николай Подвойский отправляет во ВЦИК предложение отпраздновать годовщину РККА 28 января:

28 января исполняется год со дня издания Советом народных комиссаров декрета о создании Рабоче-крестьянской Красной армии. Было бы желательно отпраздновать годовщину создания Красной армии, приурочив празднование к 28 января, дню издания декрета.

Его просьба приходит с опозданием и рассматривается только 23 января. В результате ВЦИК отказывает в связи с опозданием предложения. Тем не менее, 24 января Президиум Моссовета рассматривает вопрос «Об устройстве праздника в ознаменование годовщины создания Красной армии» и совмещает празднование с Днём красного подарка — 17 февраля. День красного подарка планировался как своеобразная благотворительная акция, когда население, по замыслу большевиков, должно было жертвовать подарки для красноармейцев. Но так как 17 февраля попало на понедельник, День красного подарка и, соответственно, годовщину РККА отложили на ближайшее воскресенье, то есть на 23 февраля. Газета «Правда» сообщала:

Устройство Дня красного подарка по всей России перенесено на 23 февраля. В этот день по городам и на фронте будет организовано празднование годовщины создания Красной армии, исполнившейся 28 января.

Затем праздник был на несколько лет забыт и возобновлён в 1922 году. 27 января этого года было опубликовано постановление Президиума ВЦИК о 4-й годовщине Красной армии, в котором говорилось:

В соответствии с постановлением IX Всероссийского съезда Советов о Красной армии Президиум ВЦИК обращает внимание исполкомов на наступающую годовщину создания Красной армии (23 февраля).

### Первые попытки обоснования даты 23 февраля
В 1923 году широко праздновалось 5-летие РККА, и праздники на 23 февраля приобрели всесоюзный уровень. Именно тогда, по мнению историка В. Миронова, начинаются попытки изобрести некое событие, оправдывающее дату. Впервые день 23 февраля прямо назван днём опубликования декрета о создании Красной армии в постановлении Президиума ВЦИК от 18 января 1923 года. В приказе Реввоенсовета Республики от 5 февраля 1923 года, подписанном Л. Д. Троцким, событие, послужившее поводом для праздника, определяется так: «23 февраля 1918 года, под напором врагов рабочее и крестьянское правительство провозгласило необходимость создания вооружённой силы». В том же году в журнале «Военная мысль и революция» появилось утверждение, что 23 февраля была сформирована первая красноармейская часть, принимавшая участие в боях на северо-западном направлении. В следующем году в журнале «Военный вестник» появляется фотокопия декрета Ленина об организации Красной армии от 15 (28) января 1918 года с ложной датировкой его 23 февраля. В. Миронов объясняет это тем, что сформировавшемуся к тому времени партийно-бюрократическому аппарату было «важно и выгодно скрыть позор 1918 года».
Однако ещё в 1933 году К. Е. Ворошилов на торжественном заседании, посвящённом 15-летней годовщине РККА, признавал:

Кстати сказать, приурочивание празднества годовщины РККА к 23 февраля носит довольно случайный и трудно объяснимый характер и не совпадает с историческими датами.

В послесталинское время имели место попытки объективной оценки событий, вызвавших рождение праздника. Так, генерал-майор профессор С. Ф. Найда отмечал, что 23 февраля 1918 года никаких значительных военных событий в районе Пскова и Нарвы не происходило, а основанием для праздника рождения Советской армии стало то, что именно 23 февраля в Петрограде началось массовое формирование красноармейских отрядов в ответ на призыв В. И. Ленина в декрете «Социалистическое Отечество в опасности!». Однако официальная идеология оставалась на позиции «победы над германскими интервентами в псковско-нарвских боях 23 февраля».

## События под Псковом и Нарвой и их трактовка
Во второй половине 1930-х годов в СССР события февраля 1918 года стали трактоваться как победа, одержанная в эти дни над немцами под Псковом и Нарвой. Согласно архивным данным, к вечеру 23 февраля 1918 года германская армия находилась в 55 км от Пскова и 170 км от Нарвы. Ряд историков считает, что никаких боёв в этот день ни в германских, ни в советских архивах не зафиксировано. Однако историк В. Ж. Цветков утверждает, что 23 февраля 1918 года были сражения под Псковом, а также в Эстонии на железнодорожной станции Кейла, где 23 февраля эстонские красногвардейцы вступили в бой с немцами и на сутки приостановили их наступление. Также, в этот день, по данным историка В. В. Эрлихмана, в городе Валка наступавшие немцы впервые встретили сопротивление: с ними вступил в бой отряд латышских стрелков из 300 человек.

### Занятие немцами Пскова

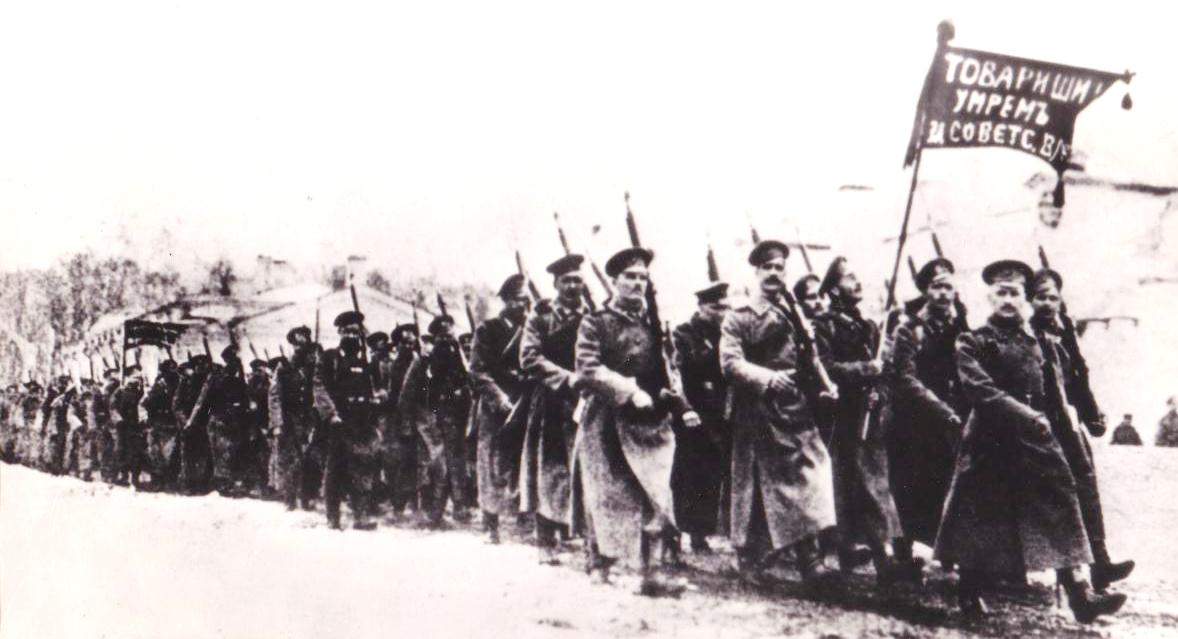
Отряд красногвардейцев. Псков. февраль 1918

Псков. Монумент в честь первых боёв Красной армии в Крестах (1969). Скульптор — Г. И. Мотовилов, архитектор — И. Д. Билибин

Фрагмент горельефа

Для захвата Пскова, являвшегося центром всего Северного фронта, германское командование двинуло 5 полков (4 пехотных и 1 кавалерийский) и артиллерийские части. Эти войска продвигались к Пскову по железным и шоссейным дорогам с юга из Острова и юго-запада из Валки. Непосредственно же для захвата Пскова были двинуты летучие отряды 53-го немецкого корпуса 8-й армии (генерала Г. Кирбаха) группы армий «Д» — в основном на город наступали силы 78-й дивизии. Взяв 21 февраля Режицу и подогнав состав, захваченный в Двинске, который снабдили блиндированными мешками с песком орудийными платформами (из-за чего в советской литературе он фигурирует как «бронепоезд») — немцы с этим составом и при поддержке броневиков двинулись на Псков. Член управления войсками Северного фронта Б. П. Позерн отмечал крайнюю малочисленность наступавших на Псков немцев: «По сведениям, они исчисляются чуть ли не ротами, хотя выигрыш их в том, что у них есть артиллерия и кавалерия. Это, как кажется, в небольшом количестве».
21 февраля Псков был объявлен на осадном положении. В городе находилось большое количество солдат, так как самый город прикрывала (бежавшая из-под Двинска и Риги) 12-я русская армия, а далее, в районе Острова, находилась 1-я русская армия. Однако ввиду полной небоеспособности им было приказано отступить в районы Новгорода, Луги и Старой Руссы, и солдаты массами спешно покидали город по шоссе на Лугу.
Защищали город рота псковских красногвардейцев и солдат-призывников численностью до 100 человек под командованием начальника Чрезвычайного военного штаба при Управлении войсками Северного фронта Черных, а также прибывшие из-под Риги: две роты и пулемётная команда 2-го Рижского латышского полка под командованием выборного командира полка Ю. Ю. Аплока, партизанский отряд из солдат-добровольцев 20-го Сибирского полка под командованием фельдфебеля И. М. Ляшкевича, красногвардейские отряды, сформированные в Валке, часть членов Исполнительного комитета объединённого Совета латышских стрелков (Исколострела) и Исполкома Совета солдатских депутатов (Искосола) 12-й армии Северного фронта и 2-й красноармейский полк под командованием бывшего штабс-капитана А. И. Черепанова, укомплектованный из солдат-добровольцев 12-й армии.
Вечером 23 февраля в Псковском театре драмы имени А. С. Пушкина было созвано собрание большевистского актива для обсуждения положения. Заседание открыл Позерн заявлением, что царская армия полностью разложилась и небоеспособна, одна авторота под командованием А. Иванова не в силах сдержать врага, помощи из Петрограда нет. Выступивший затем М. П. Ушарнов заявил, что митинги на фабриках и заводах ничего не дают, никто не желает защищать советскую власть, а железнодорожники настроены прямо антисоветски и открыто саботируют. Выступивший затем член ВРК А. Иванов доложил, что артиллерии нет, так как замки от орудий солдаты частью побросали в ватерклозет на Иркутском плацу, частью увезли на свалку, все орудия приведены в негодное состояние. Железнодорожники, саботируя, отказались дать паровоз для эвакуации пироксилиновых складов. Остальные ораторы подтвердили эту картину. Однако было решено оставаться на своих местах. Но вскоре, при известии о падении Острова, было принято решение об эвакуации в Торошино (в 20 км к северо-востоку от Пскова).
23 февраля 1918 года немецкие части находились на дальних подступах к Пскову. Около 21 часа Позерн сообщал в Петроград: «Немцы в 25 верстах от Пскова и идут броневиками по шоссе и по железной дороге поездом. Очевидно, будут в Пскове через несколько часов». Согласно воспоминаниям Черепанова, вечером 23 февраля его полк на линии рек Черёха-Многа (10—15 км от города), вступил в боестолкновение с немцами, наступавшими вдоль железной дороги, и сумел их ненадолго остановить. Однако правдивость воспоминаний Черепанова ставится под сомнение, Черепанов был вынужден подстраиваться к официальной версии событий, а она связывала реальный бой на Черёхе с датой 23 февраля и настаивала на победе красноармейцев. По данным историка А. Михайлова, бой на реке Черёхе произошёл днём 24 февраля. Согласно же воспоминаниям другого участника того же боя, Ивана Тимошенко (он командовал ротой железнодорожных войск, соседей полка Черепанова), немцы появились перед позициями красных уже поздно вечером 23 февраля, но были остановлены их огнём. С утра начался бой, который некоторое время шёл с переменным успехом, в какой-то момент немцы прорвали красный фронт, красная кавалерия ликвидировала прорыв и, в свою очередь, прорвалась на 3 километра вглубь немецких позиций, но была остановлена и отбита немецкими резервами. Наконец, по данным псковского краеведа-архивиста Н. В. Коломыцевой, никаких даже перестрелок 23 февраля не было, немецкий передовой отряд численностью до одной роты подошёл к советским позициям утром 24-го и после короткого, но ожесточённого боя прорвал их. И. В. Иванов вспоминал: «часов в 11 (24 февраля) в районе Череха-Лопатино была слышна пулемётная стрельба пулемёта „Максим“ и немецкого пулемёта небольшими очередями с большими промежутками, около часу дня стрельба окончилась». По воспоминаниям Черепанова, 24 февраля днём его полк был обойдён немцами по просёлочным дорогам и отступил к окраинам Пскова, прикрывая шоссе на Лугу, по которому продолжалось бегство солдат 12-й армии: «с занимаемой позиции было хорошо видно, как бесконечной вереницей двигались от Пскова на восток обозы и деморализованные части старой армии». Во Пскове положение осложнялось погромами, которые начались 24 февраля: «Утром 24 февраля напряжение достигло наивысших размеров. Начинались грабежи, которые с трудом прекращались. На рыночной (ныне Советской) площади зам. председателя Совета Клейнешехерт, командированный для прекращения грабежей, был убит группой погромно-настроенных солдат. Труп лежал на площади, безучастно носились мимо него люди в разные стороны». Рыночная площадь находилась непосредственно перед зданием Совета.
Затем немцы, воспользовавшись царившим хаосом, просёлочными дорогами обошли правый фланг псковских красногвардейцев и в 18 часов захватили станцию Псков-1. При этом они были встречены ожесточённым пулемётным огнём латышей, пытавшихся контратаковать, но в конце концов сломленных напором немцев. По данным историка Андрея Михайлова, на стороне немцев выступили местные белогвардейцы. После этого 2-й полк и латыши получили приказ отступить. Полк отступил по шоссе на Лугу-Петроград к станции Торошино, куда были эвакуированы из Пскова и все учреждения. Некоторое время оставшиеся в городе небольшие группы красногвардейцев в разных местах вели по немцам пулемётный огонь, прикрывая отступление. Рабочий-большевик И. В. Иванов, один из организаторов группы, вступившей в бой с немцами у вокзала, вспоминал: «Немецкие войска шли на Псков по 5 направлениям (…) Они шли как на парад не встречая нигде серьёзного сопротивления». Наиболее ожесточённый бой развернулся около полуночи с 24 на 25 февраля на углу улиц Сергиевской и Великолуцкой (ныне Октябрьский пр. и ул. Советская) по направлению к вокзалу, откуда наступали немцы. Вот как описывал эти события их участник В. Лемзаль: «Красногвардейцы на улицах находились небольшими группами, защищались мужественно и почти все легли. Последними слышанными мною словами их были: „Товарищи, мы можем только умереть!“, что они и выполнили с честью». В то же время через город, частично уже занятый немцами, прорвался по железной дороге отступавший из Валков 7-й латышский стрелковый полк.
К 2 часам ночи немцы полностью овладели Псковом в его границах 1918 года (без пригородов Любятово, станции Запсковье и т. д.). В сводке германской ставки, которую подписал 25 февраля генерал Людендорф, сообщалось: «Южнее Пскова наши войска наткнулись на сильное сопротивление. В ожесточённом сражении они разбили врага, город взят». 26 февраля Позерн сообщал в Петроград о взятии Пскова: «Город был взят небольшими силами немцев. Наша беда в отсутствии подготовки, а также в том, что никакими приказами нельзя изменить заранее подготовленного настроения — не продолжать войну».
При этом, 24 февраля, около 10 часов вечера отступавшие к Пескам псковские красногвардейцы взорвали расположенный примерно в 5 км от города пироксилиновый склад (точнее не сам склад, он был пуст, а 2 вагона) как раз в тот момент, когда в него вошёл немецкий батальон, и таким образом уничтожили 270 военнослужащих германской армии (30 офицеров, 34 унтер-офицера и 206 солдат). Организатором взрыва был член Военно-революционного комитета Александр Александрович Иванов. Вот как описывал последствия взрыва участник тех событий Илья Иванов, который побывал там через 10—12 часов после взрыва, застав ещё не эвакуированных раненых и неубранные трупы немцев: «Немецкие войска избрали кратчайший путь на Псков. Поскольку шоссе всё забито обозом, они пошли с Поклонной горки по старинной дороге на Псков. Склады пироксилиновые (их было четыре — большие, деревянные) были пусты, их я лично сам осмотрел. Значит, минирована была проходная. На месте её была яма, в которую можно было поставить двухэтажный дом и его не увидеть. Рядом с проходной — барак караульного помещения, от которого ничего не осталось, всё разнесло. Взорвались два вагона со взрывчаткой. Их так разнесло, что только одну ось от вагона унесло метров на 300—400, а другие вообще неизвестно куда. У места взрыва было немцев около 1200 чел. Шли две группы по 600 человек в 200—500 метрах друг от друга. Первая группа, что подошла к проходной, была полностью уничтожена, потому что от проходной до взорванных вагонов было метров 60—80. От первой группы в 200—300 метрах от места взрыва валялись 6—8 разорванных лошадей». Судя по плану, представленному Ильёй Ивановым, вагоны со взрывчаткой стояли на Морозовской ветке, там, где она пересекается со старинной дорогой, по которой шли немецкие колонны. Склады находились в непосредственной близости от вагонов с юго-восточной стороны от Морозовской ветки, по другую сторону ветки — Еврейское кладбище. Место взрыва расположено в 700 метрах на юго-восток от здания вокзала станции Псков. Немецкое командование признавалось, что в результате этого взрыва потеряло больше солдат и офицеров, чем за всё время 250-километрового наступления на Псков. О взрыве двух вагонов пишет и пскович, впоследствии известный писатель Вениамин Каверин: «в поле за товарной станцией валяются руки, ноги, головы в касках, искорёженные винтовки и обрывки сине-серых немецких шинелей: два матроса согласились кружным путём провести немцев в город и на товарной станции взорвали заминированные вагоны с динамитом». Иван Николаевич Ларионов, бывший свидетелем оккупации Пскова, сообщал, что на сбор фрагментов тел на большой площади, вокруг места взрыва, заняло у немцев много дней. 25 февраля через Псков с боем прорвались отступавшие латышские стрелки, которые заняли оборону в Любятове. По словам историка А. Михайлова, полностью установить контроль над Псковом немцы сумели только к 28 февраля, По данным историка А. И. Лобачёва, красногвардейцы ещё несколько дней контролировали северо-восточное предместье Пскова — Любятово, а также обороняли литейно-механический завод Штейна и здание каторжной тюрьмы. Благодаря этому военно-революционному штабу удалось эвакуировать базисные склады Северного фронта стоимостью в 400 миллионов рублей, спасти золото Псковского отделения Государственного банка.
Заняв Псков, германские войска 25 февраля остановили наступление на этом направлении и далее из Пскова высылали лишь разведывательные разъезды. На расстоянии 5—6 вёрст от города были высланы караулы по 10—15 человек, немцы рыли вокруг города окопы и устанавливали колючую проволоку. Они не заняли даже станцию Запсковье в 2 верстах от города — с ней сохраняли связь красные в Гдове. Гарнизон города составили несколько полков 78-й дивизии (в основном пожилые резервисты из ландвера), штаб расположился в здании реального училища. 26 февраля Позерн сообщал: «О теперешнем положении немцев сведений точных не имею. Первая станция от Пскова — Торошино — ещё у нас. Это 20 вёрст от Пскова». Позерн просил подкреплений, и секретарь наркомвоенмора Косташевский отвечал: «отряды красногвардейцев спешно формируем и высылаем на фронт. По направлению к Пскову нами двинут отряд Пехлеванова, с которым установите связь». В советской оперативной сводке за 27—28 февраля говорилось, что «немцы из Пскова не выходили с целью наступательных операций… продвижение немцев из Пскова не замечается, несмотря на заманчивую возможность захвата нашей артиллерии и обозов, следовавших по псковскому шоссе на Новоселье».
Утром 25 февраля антисоветски настроенная часть жителей (по словам Лемзаля, главным образом еврейская буржуазия, Галицер-Черновицкий наоборот называет их «исконным купечеством»), организовали торжественную встречу вступившим немцам с хлебом-солью. «Словно светлый праздник у нас сегодня» — говорили они. В. Лемзаль сравнивает энтузиазм, царивший на улицах Пскова, с энтузиазмом первых дней Февральской революции. Тотчас началась бойкая торговля магазинов, в которые кинулись оголодавшие немцы. Были выданы немцам красногвардейцы, большевики, советские деятели — всего 140 человек. Все они были расстреляны. Немцы немедленно расклеили приказы, вводившие комендантский час и требовавшие до 28 февраля сдать всё оружие. В то же время оккупационные немецкие власти разрешили русским офицерам ношение формы. Уже утром 25-го на улицах появились офицеры в погонах, которые требовали от встречных солдат отдания чести, а в случае неповиновения пытались обращаться за помощью к немецким патрулям. «Немцев в Пскове около четырёх тысяч… офицерство русское надело погоны и поражает своим количественным составом, охотно регистрируется у немцев, обезоруживает русских солдат и население» — сообщалось 27 числа в советской разведсводке. В городе была восстановлена прежняя городская Дума во главе с кадетом Владимировым.
26 февраля было издано обязательное постановление о сдаче местными жителями до 28 февраля в комендатуру оружия. Город был объявлен на осадном положении, введён комендантский час, распространение слухов и газет, не разрешённых комендатурой, запрещено. Был отдан приказ о регистрации офицеров и военнообязанных до 42-летнего возраста с целью дальнейшей отправки их в Германию. 28 февраля было отправлено несколько офицеров.
Утром 26 февраля в Псков прибыли советские дипломаты, направляющиеся в Брест для подписания мирного договора с немцами. Среди них Г. В. Чичерин и Л. М. Карахан, которые сразу же направились к немецкому коменданту города, чтобы официально известить о прибытии советской делегации. Весть «о прибытии большевиков» с быстротою молнии разнеслась по городу. У гостиницы «Лондон» собралась громадная толпа враждебно настроенных лиц — по мнению наблюдателей-большевиков, состоявшая из бывших русских офицеров, чиновников и лавочников. Раздавались крики: «Смерть большевикам!» Толпа попыталась ворваться в гостиницу. При этом в городах, остававшихся под контролем большевиков, проводились репрессивные меры против буржуазии. Вот что сообщал из Гдова, расположенного в 118 километрах севернее Пскова и в 120 километрах южнее Нарвы, Ян Фабрициус: «г. Гдов 27 февраля 1918 г. 0 час. 55 мин. В Гдове спокойно. Выбран новый исполнительный комитет, который приступил к работе. Организованным из остатков 4 пехотного полка (отрядом) в 2 роты в количестве 160 человек, который находится в нашем распоряжении, город очищается от контрреволюционеров, буржуазное население разоружается, выслана застава на дорогу к озеру. Арестованный гдовским комендантом член Центрального Исполнительного Комитета Иван Васильев нами освобождён. До сих пор в Старом Опокове имелась связь до ст. Запсковье, которая находится от Пскова в двух верстах. Прибыл из Нарвы сводный отряд солдат, в том числе подрывная команда, пулемётчики. Комиссар Фабрициус».

Отряд Путиловского завода, принимавший участие в боях против германских войск у станции Торошино

При известии о падении Пскова из Петрограда на Псковское направление были высланы наскоро собранные разнородные формирования (1-й красноармейский полк, 6-й и 7-й латышские стрелковые полки, отряды красногвардейцев петроградских заводов, бронепоезд, батарея Михайловского артиллерийского училища и 2-й пулемётный запасной полк — всего 1300 штыков, 87 пулемётов, 63 конных разведчиков, 4 трёхдюймовых орудия). Они составили так называемые Псковские отряды под командованием полковника генерального штаба Иордана Пехливанова. Капитан генерального штаба А. Д. Загребин, бывший в отрядах Пехливанова, характеризует их как «настоящие банды» и «сброд», совершенно необученные и лишённые элементарной дисциплины. Начальник штаба Верховного главнокомандующего генерал Бонч-Бруевич поставил перед ним задачу взять обратно Псков, но эта задача оказалась совершенно непосильной. Закончив сосредоточение в Луге, отряды Пехливанова 28 февраля заняли станцию Торошино и с вечера 1 марта начали атаковать находившиеся вокруг города мелкие немецкие группы, не ожидавшие появления противника. Им удалось уничтожить заставу из нескольких человек на станции Черняковицы и разъезд, разгромить из засады отряд в 150 велосипедистов, сбить два аэроплана. Утром 4 марта немцы сами перешли в наступление и отбросили красных от станции Черняковицы. После этого пришли сообщения о подписании мира в Брест-Литовске.
К моменту прекращения боевых действий, численность псковских отрядов доходила уже до 3620 человек, в том числе 2100 штыков при 97 пулемётах и 4 орудиях и 113 шашек. Наиболее боеспособной частью отряда Пехливанов считал 6-й Тукумский латышский полк.
Согласно букве подписанного 3 марта Брест-Литовского договора Псков должен был остаться в составе Советской России, однако фактически немцы не собирались очищать ничего из занятых территорий. Заняв Псков, немцы разместили в нём части баварского корпуса в составе двух запасных полков, полка ландштурма, двух артиллерийских полков и полевой батареи при 44 орудиях. Общая численность немецкого гарнизона достигала до 12 тысяч солдат и офицеров. Демаркационная линия пролегла в 10 км от Пскова между станциями Торошино и Черняковицы, немецкую и советскую стороны разделяла 10-километровая нейтральная полоса. С немецкой стороны нейтральная полоса проходила по линии Хотицы — Портянниково — Силово — Панино — Козий Брод — Лисьи горки — Любятово — Сельскохозяйственное училище — Кресты — Черёха. Сегодня все эти населённые пункты находятся в черте современного Пскова, кроме Хотиц и Черёхи. 13 ноября 1918 года решением советского ВЦИК был аннулирован Брестский мир. Постановление об аннулировании Брестского договора подписали Я. М. Свердлов (Председатель ВЦИК), В. И. Ленин (Председатель Совета народных комиссаров), и В. А. Аванесов (секретарь ВЦИК). Большевистское правительство отдало приказ армии перейти демаркационные линии и вступить в занятые немцами районы бывшей Российской Империи. Псков был освобождён от немцев и белых 25 ноября 1918 года.
Советская историческая традиция, а также российский историк П. А. Николаев объясняют остановку немцев в районе Пскова сопротивлением красных отрядов. А. В. Ганин полагает, с одной стороны, что фактически отряды, защищавшие Петроград, в том числе на псковском направлении, свою задачу выполнили: они показали, что на Восточном фронте ещё есть кому сопротивляться германскому наступлению, и если это наступление будет развиваться, оно встретит, пусть и недостаточное, но всё же организованное сопротивление. В итоге, по мнению Ганина, власть Ленина, а с ней и независимость страны были спасены. С другой стороны, по его мнению, относительные успехи Псковских отрядов объясняются тем, что немцы не принимали противника всерьёз и не предпринимали никаких активных действий на псковском направлении. 
События конца февраля 1918 года во Пскове стали одним из сюжетов для поэмы «Ледовое побоище» Константина Симонова.

### Занятие немцами Нарвы
На Нарвском направлении немцы (Северный корпус) начали наступление 25 февраля. 3 марта они подступили к городу. Город защищали отряды Нарвского боевого участка: сводный красноармейский отряд Кляве-Клявина, группа венгров-интернационалистов во главе с Белой Куном, отряд под командованием Владимира Азина и отряд моряков Дыбенко, под общим командованием Дыбенко, назначенного комендантом Нарвы. Дыбенко настоял на наступательной тактике, вопреки мнению военных специалистов, предлагавших оборону, и с утра 3 марта повёл своих матросов в атаку на приближавшихся по железной дороге немцев. После встречного боя между станциями Вайвара и Корф отряд Дыбенко под угрозой обхода отступил, и около 15 часов немцы вышли к высотам примерно в 5 км к С-З от города, где были на какое-то время остановлены. Но выдержки людей Дыбенко хватило только на несколько часов: вечером красные «без напора со стороны немцев» бежали из Нарвы. Немцы, не зная об этом, вступили в город только на следующее утро.
Бежавшие из Нарвы красные части сосредоточились в Ямбурге, где их пытался организовать прибывший из Петрограда генерал Д. П. Парский. Он даже вынашивал планы контрудара по Нарве (зная из телефонных переговоров, что немцы в неё ещё не вступали). Однако моряки не только категорически отказались возвращаться в Нарву, но и бежали далее в Гатчину, причём в поезде Дыбенко оказался и Парский, которому с трудом удалось выбраться и вернуться в Ямбург. В 22 часа 4 марта он телеграфировал:
«Нарва занята крайне слабыми силами. (…) Все матросские эшелоны отправились с комиссаром Дыбенко [к] Гатчине. Оборонять позицию у Ямбурга были несклонны. Красногвардейские части отправляю из Ямбурга вслед за матросами. По примеру последних и красногвардейцы стали колебаться; больше никаких вооружённых сил под рукой у меня нет, потому снял артиллерию с позиции, отдал распоряжение отправлять остающиеся эшелоны с имуществом, сам выезжаю через четверть часа».
Ямбург был таким образом оставлен и возвращён только на следующий день, когда на помощь Парскому прибыли подкрепления. Немцы в него не входили и вообще оставались в Нарве. По данным Парского, их силы были невелики — «не более нескольких батальонов и двух полков конницы, причём в самом городе расположен отряд из батальона пехоты, одной кавалерийской части, броневых машин и самокатчиков». В это время уже вступил в действие Брестский договор, и немцы остановились на линии Псков-Нарва.
Дыбенко, страшась ответственности за оставление Нарвы, бежал со своими моряками из Гатчины далее и, в конце концов, был обнаружен в Самаре, откуда отправлен в Москву и отдан под трибунал. За оставление Нарвы он был снят с поста наркома военно-морских сил и исключён из партии.

### Появление трактовки событий как «победы под Псковом и Нарвой»

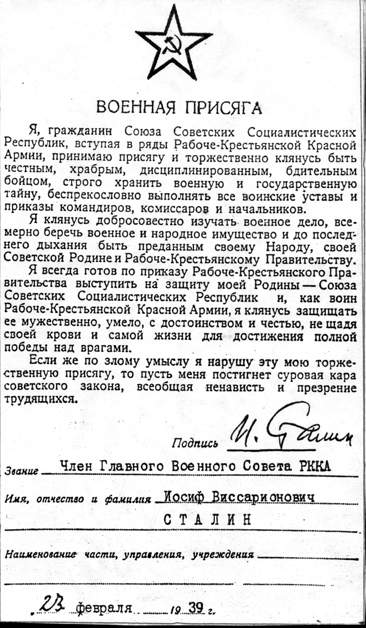
Военная присяга члена Главного военного совета РККА И. В. Сталина, подписанная 23 февраля 1939 года

Трактовка событий февраля 1918 года как «победы под Псковом и Нарвой» была предложена лично Иосифом Сталиным в 1938 году. Впервые она появляется в материале, опубликованном в «Известиях» 16 февраля 1938 года под заголовком «К 20-летию РККА и ВМФ. Тезисы для пропагандистов». Соответствующий тезис звучал следующим образом: «Под Нарвой и Псковом немецким оккупантам был дан решительный отпор. Их продвижение на революционный Петроград было приостановлено. День отпора войскам германского империализма стал днём юбилея молодой Красной армии».
В сентябре того же года он был закреплён в опубликованной в «Правде» главе «Краткий курс истории ВКП(б)» в практически аналогичных предыдущему тексту выражениях:

Вооружённая интервенция немецких империалистов вызвала мощный революционный подъём в стране. В ответ на брошенный партией и Советским правительством клич «Социалистическое отечество в опасности!» рабочий класс ответил усиленным формированием частей Красной армии. Молодые отряды новой армии — армии революционного народа — героически отражали натиск вооружённого до зубов германского хищника. Под Нарвой и Псковом немецким оккупантам был дан решительный отпор. Их продвижение на Петроград было приостановлено. День отпора войскам германского империализма — 23 февраля — стал днём рождения молодой Красной армии.

Гораздо более решительная формулировка событий февраля 1918 года дана Иосифом Сталиным в приказе № 55 от 23 февраля 1942 года:

…Молодые отряды Красной армии, впервые вступившие в войну, наголову разбили немецких захватчиков под Псковом и Нарвой 23 февраля 1918 года. Именно поэтому день 23 февраля 1918 года был объявлен днём рождения Красной армии…

Эта версия многие годы поддерживалась государственной пропагандой в СССР. В 2011 году данная версия упоминалась как реальная в некоторых публицистических работах.

## День защитника Отечества по странам

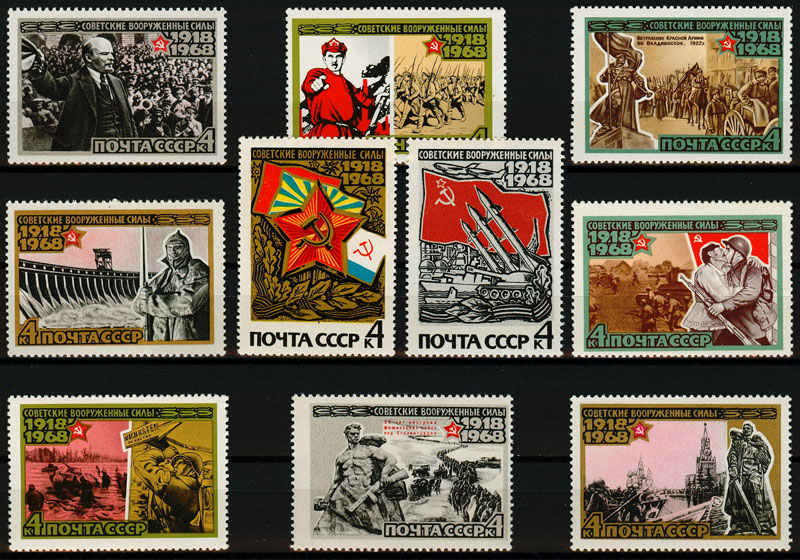
Почтовые марки СССР, выпущенные 23 февраля 1968 года к 50-й годовщине Вооружённых сил СССР

«День защитника Отечества» отмечается в ряде стран, входивших ранее в состав СССР.

### День защитников Отечества и Вооружённых Сил в Республике Беларусь
В Беларуси определено, что история Вооружённых сил Республики Беларусь началась с рождения Рабоче-крестьянской Красной армии, которой суждено было сыграть решающую роль в становлении и сохранении государственности страны. «Тот непростой исторический период оставил нам огромное количество трактовок и интерпретаций. Однако мы должны помнить главное: именно те люди и та Красная армия помогли нам выжить и состояться как нации. Это неоспоримая правда, которую мы должны сохранить и передать следующим поколениям», — подчеркнул президент РБ Александр Лукашенко.
Белорусские и российские военнослужащие проводят совместные праздничные мероприятия, посвящённые «Дню защитника отечества». В связи со столетием ВС Беларуси 23 февраля 2018 года в Гродно состоялся парад с участием авиации, а также произведён праздничный салют тридцатью залпами в столице городе-герое Минске, крепости-герое Бресте, в городах Витебске, Гомеле, Гродно и Могилёве[значимость факта?].

### День защитника Отечества в Кыргызстане

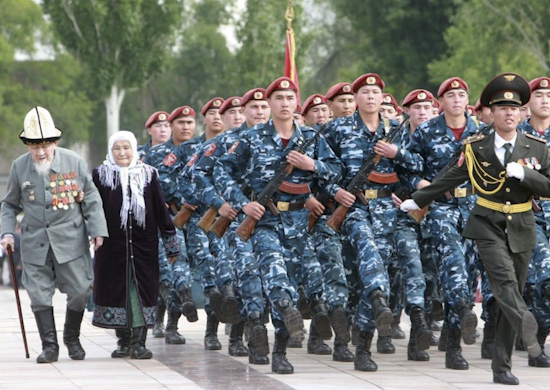
Подготовка к празднованию Дня Вооружённых Сил Кыргызстана в Кыргызстане. Бишкек, май 2018 года

В Кыргызстане «День защитника Отечества» отмечается ежегодно 23 февраля. Этот день стал нерабочим праздничным днём, согласно Трудовому кодексу Кыргызской Республики, принятому в 2004 году (статья 113). День Вооружённых Сил Кыргызстана празднуется 29 мая и является рабочим днём.
В Бишкеке в этот день на площади перед зданием мэрии проходит торжественное построение личного состава Бишкекского гарнизона, после чего военнослужащие в сопровождении оркестра проходят парадом до главной площади столицы «Ала-Тоо».

### День защитника Отечества в Приднестровской Молдавской Республике
В Приднестровье День защитника Отечества является государственным праздником и отмечается 23 февраля. Основные праздничные мероприятия проходят в Тирасполе. В них принимают участие президент и главы силовых ведомств.

### День защитника Отечества в России
По инициативе Комитета Верховного Совета РФ по вопросам обороны и безопасности новое название праздника было введено Постановлением Президиума Верховного Совета РФ от 8 февраля 1993 года «Об установлении знаменательного дня Российской Федерации — Дня защитников Отечества».

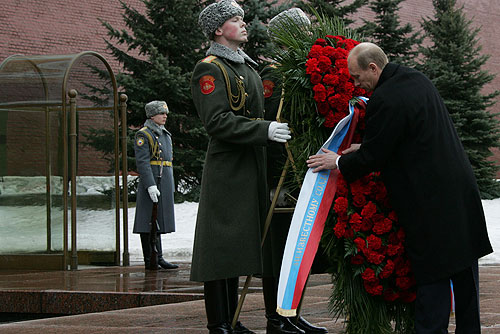
День защитника Отечества, Москва, Александровский сад, 23 февраля 2008 года. Президент России Владимир Путин возлагает венок к Могиле Неизвестного солдата

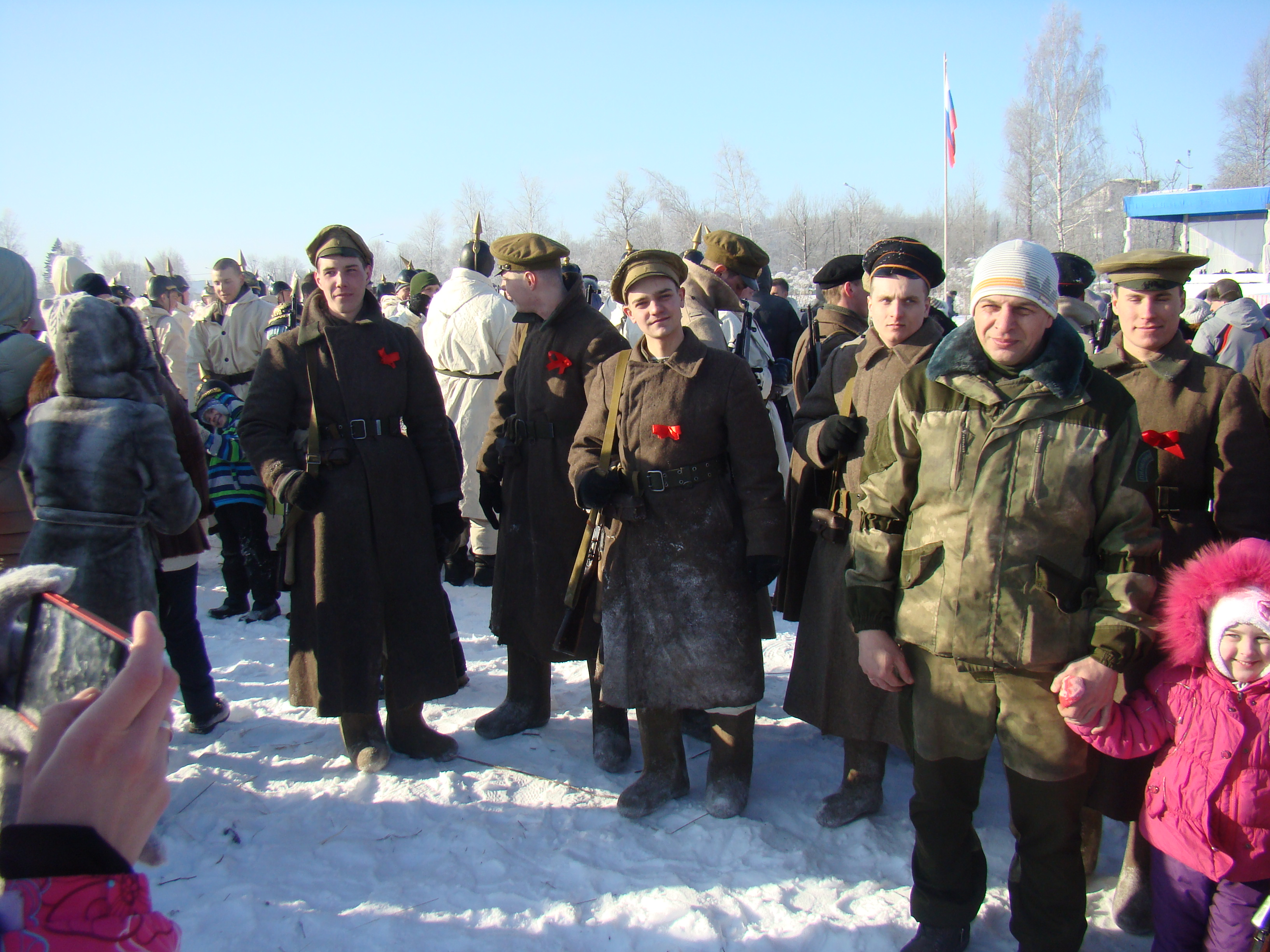
Участники реконструкции боя под Псковом 23 февраля 1918 года. Псков, 23 февраля 2018 года

С 2002 года по решению Государственной думы ФС РФ 23 февраля в России является нерабочим праздничным днём и эта дата отмечается как «День защитника Отечества» в соответствии с Федеральным законом РФ № 32-ФЗ от 13 марта 1995 года «О днях воинской славы и памятных датах России». Согласно этому закону, «День защитника Отечества» является в Российской Федерации днём воинской славы России.
24 марта 2006 года Госдума постановила исключить из официального описания праздника в законе слова «День победы Красной Армии над кайзеровскими войсками Германии (1918 год)», а также изложить в этом законе в названии данного праздника понятие «защитник» в единственном числе (согласно тому, как этот праздник к тому моменту уже назывался согласно ст. 112 Трудового кодекса РФ).
В постсоветской России 23 февраля — массовый праздник, отмечаемый и в трудовых коллективах, и в школах, и в семьях. Но вопрос о круге лиц, заслуживающих персонального поздравления в этот день, не имеет консенсусного ответа. Есть три мнения: что поздравления должны адресоваться только профессиональным военным (независимо от пола); что поздравлять нужно всех, кто так или иначе имел отношение к армии, особенно ветеранов Великой Отечественной войны (также независимо от пола); и что это праздник всех российских граждан мужского пола включая мальчиков и непричастных к армии мужчин. Поздравление может неоднозначно восприниматься человеком, прошедшим срочную службу, если он планировал её избежать, но не удалось (как, скажем, из-за лишения студентов отсрочки в 1980-е гг.), или если служба оставила тяжёлые последствия.
Одна из традиций праздника в Москве — торжественная церемония у стен Кремля, возложение венков к Могиле Неизвестного Солдата. В Александровский сад прибывают Президент России, главы обеих палат Федерального собрания, военное руководство, представители других ветвей власти, руководители политических партий, церковное священноначальство. После минуты молчания звучит государственный гимн, затем торжественным маршем проходит рота почётного караула. Отдельные массовые мероприятия устраивают и политические партии. Вечером высшее руководство страны присутствует на праздничном концерте, посвящённом Дню защитника Отечества. Также вечером в Москве и во многих других городах России производится праздничный салют. В Пскове проходят торжественный концерт, посвящённый Дню защитника Отечества, а также парад у памятника, посвящённого первым боям Красной Армии. Парады в этот день проводятся и в других городах России. Устраиваются реконструкции событий февраля 1918 года. В Севастополе проходит митинг, посвящённый не только Дню защитника Отечества, но и Дню народной воли, учреждённому в память о событиях 2014 года. Тогда 23 февраля в центре Севастополя тысячи людей выступили за присоединение к России.
Для большинства граждан России День защитника Отечества — важная и значимая дата. В городах проводятся многочисленные массовые праздничные мероприятия. По результату опроса Фонда «Общественное мнение», проведённого в феврале 2013 года, так заявляют 77 процентов опрошенных.
23 февраля — День защитника Отечества — объявлен праздничным выходным днём в ДНР и ЛНР.

### День защитника Отечества в Казахстане
В Казахстане День защитника Отечества отмечается 7 мая. Дата связана с тем, что 7 мая 1992 года тогдашний президент Казахстана Нурсултан Назарбаев как верховный главнокомандующий подписал указ о создании национальных вооружённых сил.
23 февраля в Казахстане не является официальным праздником, но это один из тех дней, когда мужчины традиционно получают от женщин поздравления, благодарность и подарки.

### День защитника и День образования Вооружённых СилТаджикистана

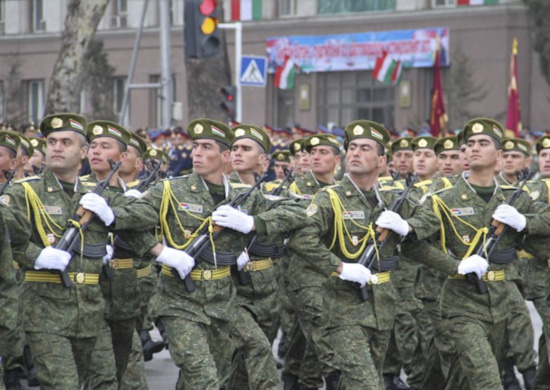
Подготовка к празднованию «Дня защитника Отечества» в Таджикистане. Душанбе, 13 февраля 2018 года

В Таджикистане 23 февраля отмечается как День защитника и День образования Вооружённых Сил.
В январе 1992 года Указом Президента Таджикистана был образован Комитет обороны Республики Таджикистан, в подчинение которого вошли дислоцированные на территории страны части и соединения, военкоматы, штабы, учреждения и формирования гражданской обороны, военные кафедры вузов, военно-юридические органы, части обеспечения и обслуживания. Был начат процесс формирования национальной гвардии. 18 декабря 1992 года в соответствии с указом Президиума Верховного Совета РТ было образовано Министерство обороны Таджикистана и это послужило началом процесса создания национальных Вооружённых Сил. Первые подразделения, части и соединения были сформированы на базе отрядов Народного фронта.
23 февраля 1993 года впервые после приобретения независимости, в разгар гражданской войны в Душанбе состоялся военный парад Вооружённых Сил. C учётом того, что исторически 23 февраля отмечался как день Вооружённых Сил, руководство страны приняло решение объявить этот день Днём создания Вооружённых Сил Таджикистана.

### День защитника Отечества в Южной Осетии
23 февраля в Южной Осетии является официальным праздником и нерабочим днём. Праздник День защитника Отечества любим и почитаем. 23 февраля руководство и общественность Южной Осетии отдают дань памяти ветеранам, которые служили в рядах Советской Армии в годы Великой Отечественной войны, а также всех тех, кто встал на защиту Южной Осетии в 90-е годы, и продолжают нести её оборону. Чествуют как военнослужащих министерства обороны, ОМОН, других подразделений, так и сотрудников МВД. По всей Южной Осетии в течение недели проходят памятные вечера и встречи с её защитниками.

### 23 февраля в Абхазии
23 февраля в Абхазии отмечается, однако официально праздничным днём он не является. В этот день военнослужащие Министерства обороны Республики Абхазия, совместно с военнослужащими 7-й российской военной базы, дислоцированной в Абхазии, и пограничниками Пограничного управления ФСБ РФ в РА возлагают венки и цветы к Памятнику Неизвестному солдату на Набережной Махаджиров в Сухуме. Возлагаются также венки павшим в Отечественной войне народа Абхазии 1992—1993 гг. и российским миротворцам, погибшим во время несения службы в зоне грузино-абхазского конфликта. Абхазские и российские военные возлагают цветы в Парке Славы и у обелиска павшим миротворцам.

### 23 февраля в Армении
В Армении данный день не является государственным праздником. Однако 23 февраля в Ереване и Гюмри проходят торжественные мероприятия по поводу Дня защитника отечества. Министр обороны Армении, начальник Главного штаба Вооружённых сил, чрезвычайный и полномочный посол РФ в Армении, высокопоставленные офицеры и военнослужащие Вооружённых сил Армении и России, представители дипломатических ведомств посещают ереванский парк Победы. Они возлагают венки к памятнику Неизвестному Солдату, воздав дань уважения памяти погибших при защите Отечества. После этого по парку парадным строем проходят армянские и российские военнослужащие.
В городе Гюмри культурно-деловой центр «Дом Москвы» при содействии Департамента внешнеэкономических и международных связей правительства Москвы к 23 февраля проводит большой концерт военно-патриотической песни в исполнении известных армянских певцов и музыкантов. В драмтеатре города собираются местные жители, военнослужащие 102-й российской военной базы, развёрнутой в Гюмри.

### 23 февраля в Латвии
После провозглашения независимости Латвии день 23 февраля перестал быть официальным праздничным днём. Хотя его по-прежнему отмечают проживающие в Латвии участники Великой Отечественной войны, бывшие военнослужащие Вооружённых сил СССР, участники вооружённых конфликтов, выпускники советских высших военно-учебных заведений. Так, в Даугавпилсе традиционно в этот день у мемориала в парке Дубровина собираются горожане, чтобы почтить память военных, погибших в боях за город. В Риге 23 февраля возлагались венки у памятника Освободителям Латвии и Риги в Пардаугаве.

### 23 февраля на Украине
На Украине официально празднуется День Вооружённых сил Украины 6 декабря. Однако, в силу того, что фактически его никто не отмечал (торжественного построения личного состава воинских частей и кораблей, парадов и других праздничных мероприятий не проводилось, присвоение очередных званий с указанной датой не увязывалось и т. д.), а праздновать 23 февраля никем не запрещалось, в 1999 году был издан указ президента Украины Леонида Кучмы, в соответствии с которым 23 февраля был законодательно определён Днём защитника Отечества. Как и 6 декабря, этот день не являлся выходным.
В 2008 году президент Украины Виктор Ющенко назвал «настоящим национальным Днём защитника Отечества» 29 января, — «День подвига героев Крут», — и поддержал инициативы о установлении такого памятного дня в законодательном порядке (в январе 2008 года Черкасская областная организация Украинской народной партии предложила президенту перенести празднование Дня защитника Отечества с 23 февраля на 29 января). Несмотря на это, 23 февраля, оставаясь рабочим днём, продолжал широко праздноваться как «День защитника Отечества».
В 2013 году социологической группой «Рейтинг» был проведён опрос общественного мнения об отношении к празднику 23 февраля. Выяснилось, что для 41 % опрошенных 23 февраля — это был хороший повод сделать приятное близким мужчинам (так чаще считают женщины). Для 39 % это праздник мужчин, которые имеют или имели отношение к армии (так чаще считают сами мужчины). При этом 12 % считали его политическим праздником из советского прошлого, а 7 % — обычным днём. По результатам исследования большинство жителей Украины воспринимали 23 февраля как праздник.
14 октября 2014 года президент Украины Пётр Порошенко отменил празднование Дня защитника Отечества на Украине 23 февраля. Он заявил, что «Украина никогда больше не будет праздновать этот праздник по военно-историческому календарю соседней страны. Мы будем чествовать защитников своего Отечества, а не чужого».
Вместо 23 февраля установлен новый праздник — День защитника Украины, который отмечается 14 октября. Впоследствии, в целях соблюдения принципа гендерного равенства, он был переименован в День защитников и защитниц Украины. 14 октября православной церковью отмечается Покров Пресвятой Богородицы, на Украине в этот день до реформы церковного календаря также традиционно отмечали День украинского казачества, а украинские националисты — годовщину создания Украинской повстанческой армии (УПА).

### 23 февраля в Эстонии
В этот день сотрудники Посольств Российской Федерации и Республики Беларусь в Эстонии, представители ветеранских и общественных организаций Эстонии принимают участие в церемонии возложения венков и цветов к подножию памятника Воину-освободителю (Бронзовый солдат) на Воинском кладбище в Таллине.

## Критика праздника в современном российском обществе
Историки Сергей Волков и Андрей Зубов обратили внимание на нелепость того, что в наследство от советских времён России достался праздник, называемый Днём защитника Отечества, но отмечаемый в ту самую дату, когда Россия пережила, по их мнению, национальный позор и унижение, ведь именно в этот день в 1918 году Россия, руководимая большевиками, капитулировала перед Германской империей. 23 февраля состоялось заседание ЦК РСДРП(б), на котором был полностью и безоговорочно принят предъявленный германским командованием ультиматум, после чего ВЦИК и СНК РСФСР сообщили об этом германскому правительству. Никаких других важных событий в Советской России в тот день не происходило. По мнению Волкова, для празднования Дня защитника Отечества следует выбрать одну из множества действительно славных дат в российской военной истории, а продолжение празднования этого советского праздника в постсоветской России уравнивает «добро со злом, палачей с жертвами, героев с преступниками».

### Предложения по альтернативному наполнению исторического значения праздника
Ряд историков, публицистов и общественных деятелей предлагал отмечать в этот день начало «Ледяного похода» Добровольческой армии, начавшегося в ночь с 9 (22) февраля на 10 (23) февраля 1918 года. По их мнению, поход добровольцев ознаменовал собой начало возрождения Русской армии из революционного хаоса и дал надежду на возрождение Русского государства.
Критикам празднования Дня защитника Отечества 23 февраля оппонируют историки А. В. Ганин, Н. Н. Платошкин, В. Ж. Цветков и Е. П. Гурьев, которые считают, что празднование 23 февраля Дня защитника Отечества вполне обосновано, так как именно в эти дни Красная армия провела свои первые бои с превосходящими силами германских войск. Началась массовая запись добровольцев в новую Красную армию. В этих боях красноармейцы и красногвардейцы показали примеры доблести и героизма.